# Coelindroma
Coelindroma är ett släkte av insekter. Coelindroma ingår i familjen dvärgstritar.
Kladogram enligt Catalogue of Life:
| Coelindroma | \| \| Coelindroma fungoma \| \| \| \| \| \| Coelindroma fungosa \| \| \| \| |
|             | \| \| Coelindroma fungoma \| \| \| \| \| \| Coelindroma fungosa \| \| \| \| |
|             | Coelindroma fungoma                                                         |
|             |                                                                             |
|             | Coelindroma fungosa                                                         |
|             |                                                                             |